# Takakura Tokutarō

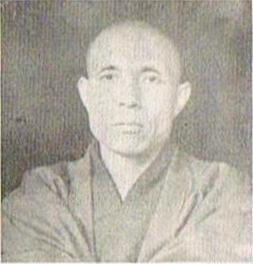
Takakura Tokutarō

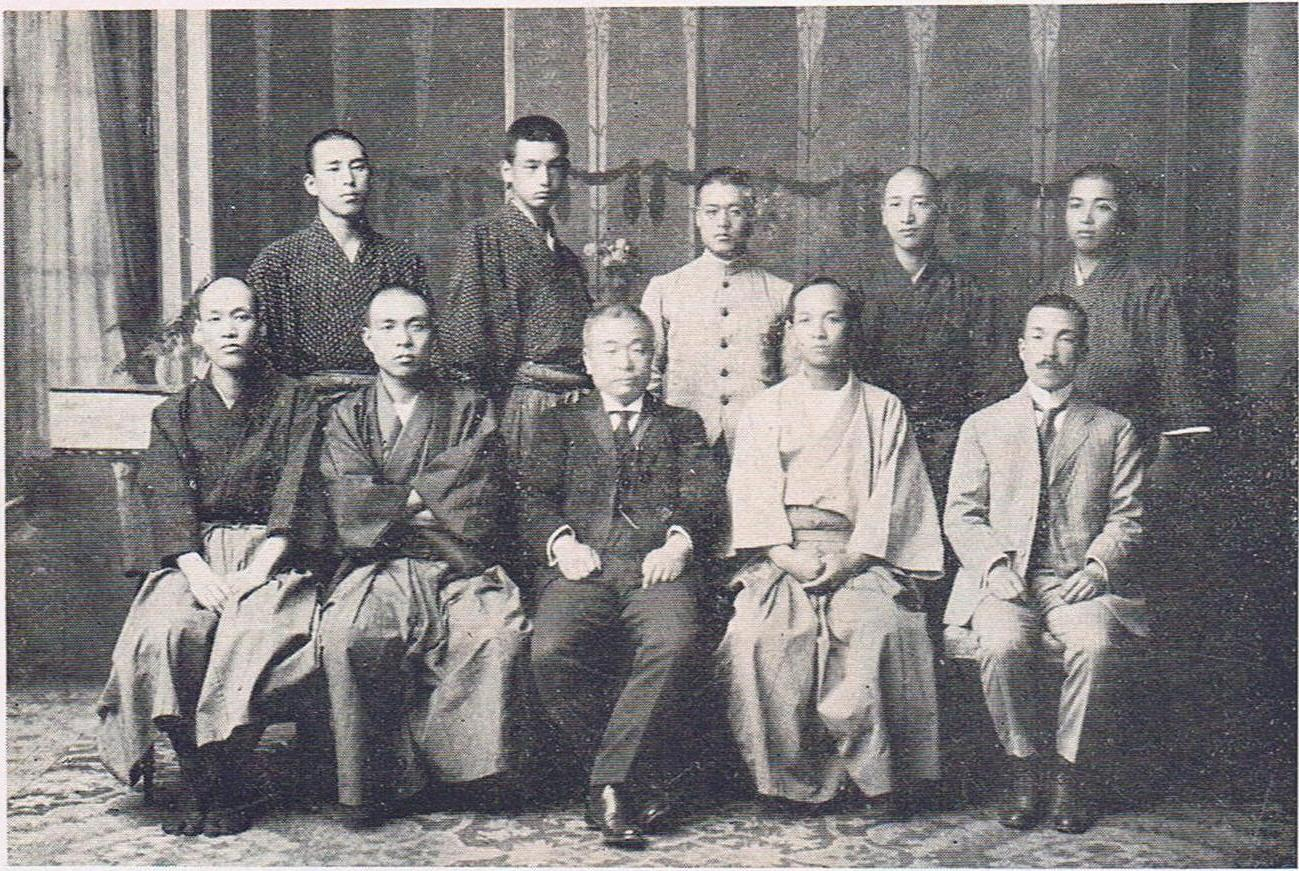
Treffen auf einer Berghütte 1912 oder 1913. Vorne links Takakura

Takakura Tokutarō (japanisch 高倉 徳太郎; geboren 23. April 1885 in Ayabe (Präfektur Kyōto); gestorben 3. April 1934 in Tokio) war ein japanischer evangelischer Geistlicher und Autor.

## Leben und Wirken
Takakura Tokutarō begann nach seinem Abschluss an der „Vierten Höheren Schule alter Art“ in Kanazawa 1906 an der Kaiserlichen Universität Tokio ein Studium der Rechtswissenschaft. Aber nachdem er in der Fujimicho-Kirche von Uemura Masahisa getauft worden war, brach er das Studium ab und trat in die evangelische Ausbildungsstätte „Tōkyō Shingakusha“ (東京神学社) ein. Nachdem er nach seinem Abschluss an  verschiedenen Stellen, darunter an der „Sapporo hokushin kyōkai“ (札幌北辰教会), als Pastor gearbeitet hatte, wurde er 1918 Professor an „Tōkyō Shingakusha“ und 1925 Direktor.
Nach der Rückkehr von seinem Studium in England, wo er sich an der University of Edinburgh theologisch weitergebildet hatte, gründete er im Ortsteil Kashiwagi von Tokio die Toyama-Kirche (戸山教会) – heute Shinanomachi-Kirche (信濃町教会). Er entwickelte sie durch seine einzigartigen theologischen Predigten zu einer der führenden Kirchen Japans. Nach Uemuras Tod bekleidete er nacheinander Positionen wie die des Rektors der „Tōkyō Shingakusha“ und des stellvertretenden Rektors des „Japanischen Theologischen Seminars“ (日本神学校, Nihon shingakkō).
1930 fusionierte die „Tōkyō Shingakusha“ mit der Theologischen Fakultät der protestantisch-orientierten Hochschule „Meiji Gakuin“ (明治学院), der späteren Meiji-Gakuin-Universität. Kawazoe Masue (川添 万寿得; 1870–1938) wurde Dekan und Takakura stellvertretender Dekan. Im Jahr 1932 wurde er Direktor der Schule, litt aber an Überarbeitung, bekam Depressionen und nahm sich 1934 zu Hause das Leben.
Takakura war ein typischer Christ der zweiten Generation nach Uemura und anderen, und sein ganzes Leben war eine Reihe von Kämpfen mit dem Problem des Ego. Sein evangelikales Christentum, das das Evangelium der Sühne durch die Gnade Gottes betont, wird insofern hoch angesehen, als es in der frühen Shōwa-Zeit die erste theologische Erweckung und Orientierung nach Japan brachte.
Takakuras Hauptwerk ist „Fukuin-teki kirisutokyō“ (福音的キリスト教) – „Das evangelische Christentum“. 1936 wurden seine gesammelten Werke unter dem Titel „Takakura Tokutarō zenshū“ (高倉徳太郎全集) in 10 Bänden herausgegeben.